# Oyón-Oion
Oyón (Basque: Oion) là một đô thị trong tỉnh Álava, thuộc Xứ Basque, phía bắc Tây Ban Nha.